# Kimono (groupe)
Pour les articles homonymes, voir Kimono (homonymie).
Kimono, stylisé kimono, est un groupe islando-canadien de math rock, originaire de Reykjavik. Formé en 2001, le groupe est composé d'Alison MacNeil (chant, guitares, production), Gylfi Blöndal (basse, guitare baryton et guitare) et Kjartan Bragi Bjarnason (batterie et percussions). Blöndal joue de la batterie chez Seabear et a participé à un certain nombre d'autres albums indépendants islandais.
Leur dernier album studio en date, Easy Music for Difficult People, est publié le 4 décembre 2009 par Kimi Records. L'album arrive en tête de nombreuses listes de Best of 2009 auprès des journalistes islandais. En 2011, MacNeil fait son coming-out en tant que transgenre après avoir suivi un traitement pour dysphorie de genre depuis fin 2003.

## Histoire

### Débuts (2001–2003)
Kimono est formé en 2001 à Reykjavik, en Islande, après la séparation d'un groupe instrumental de post-rock appelé Kaktus. Alison, qui est canadienne, s'installe en Islande à l'hiver 1999 et rejoint le groupe après avoir répondu à une annonce publiée chez Hljómalind, un magasin de disques indépendant du centre-ville de Reykjavik, aujourd'hui fermé, qui était un lieu de rencontre populaire pour les groupes locaux.  Certains membres de Kaktus ont continué à porter le kimono, notamment le guitariste Blöndal, le batteur Thráinn Óskarsson et le bassiste Halldór Ragnarsson.
Óskarsson quitte le groupe en 2003 pour se concentrer sur son autre projet musical, Hudson Wayne, et est remplacé par Kjartan Bragi Bjarnason (également de Seabear). Le groupe enregistre son premier disque, mineur-agressif, avec Óskarsson à la batterie, et Bjarnason au mixage audio. Les enregistrements de l'album commencent au Studio Geimsteinn du bassiste islandais Rúnar Júliusson. Le groupe travaille ensuite tsur l'album avec Curver, un producteur islandais qui a travaillé avec Ghostigital et avec Björk sur son projet Biophilia. Curver est assisté dans l'enregistrement de l'album par Birgir Örn Steinarsson du groupe de rock islandais Maus qui en est également le coproducteur attitré. Les enregistrements sont terminés dans les locaux de Maus et mixés au Studio Rusl de Curver, dans le centre de Reykjavik.
La pochette de l'album est illustrée par Hugleikur Dagsson, un dessinateur de bande dessinée islandais. Chaque dessin de la pochette correspondait à une chanson de l'album. L'album est plus tard réédité par le propre label du groupe, Terra Firma, en 2014.
mineur-agressif est publié par Bad Taste, un label islandais indépendant détenu par des membres des Sugarcubes, en activité depuis 1986. L'album reçoit des critiques positives dans la presse islandaise et le groupe est nommé pour un prix de musique islandais en tant que « meilleur nouvel arrivage », mais reçoit peu d'attention en dehors de l'Islande.

### Arrivée à Berlin (2004–2006)
MacNeil, Curver et Steinarsson forment un collectif d'artistes appelé Tími en 2004, et emménagent dans le complexe de studio d'artistes et lieu d'exposition Klink and Bank avec leur studio d'enregistrement, où Kimono commence à travailler sur leur deuxième album Arctic Death Ship. Le premier single de cet album, Aftermath, est comparé à des groupes d'art rock de la fin des années 1970 tels que Television et l'album est largement salué par la presse islandaise, les deux plus grands journaux nationaux lui attribuant une critique complète de 5 étoiles,.
Le groupe déménage pendant un an à Berlin pour faciliter sa tournée en soutien à Arctic Death Ship et est nommé l'un des meilleurs groupes à suivre en 2006 par le magazine Intro. Kimono tourne en Allemagne, en Autriche et en Suisse à deux reprises au cours de leur année de vie à Berlin. Ragnarsson quitte le groupe en 2007 pour poursuivre sa carrière de peintre et continue de jouer de la basse avec Seabear.

### Changements (007–2013)
Après leur retour de Berlin en Islande, Kimono auditionne plusieurs musiciens islandais connus pour jouer de la basse pour le groupe, y compris le compositeur néo-classique lauréat du BAFTA, Ólafur Arnalds. Árni Hjörvar Arnason les rejoint pour une brève période en 2007 avant de déménager à Londres et de rejoindre The Vaccines. Le groupe se décide à continuer en tant que trio en 2008 et sort Easy Music for Difficult People en décembre 2009 sur Kimi Records, un petit label islandais indépendant qui a fait faillite au début de l'année 2013.
MacNeil et Blöndal sont tous deux impliqués entre 2008 et 2013 dans la start-up musicale islandaise gogoyoko qui exploitait un magasin de musique équitable en ligne. Kimono n'a pas été très actif durant cette période, bien qu'ils aient joué un concert improvisé avec Damo Suzuki de Can en octobre 2012 lors de la visite de cet artiste en Islande pour le Festival du film de Reykjavik.
En 2011, Alison MacNeil entame une transition pour vivre à plein temps en tant que femme. Son histoire est couverte en profondeur par un journal islandais de langue anglaise, The Reykjavík Grapevine en 2012 dans un article de Rex Beckett. Beckett devient le manager du groupe en octobre 2013. Le groupe sort un disque instrumental et improvisé en août 2013, intitulé Aquarium, qui n'est vendu qu'en ligne.

### Nouveaux albums (depuis 2014)
En mars 2014, Kimono sort son premier single depuis plus de quatre ans, intitulé Specters. Le single figure sur la compilation Made in Iceland VII. Le groupe annonce en juin 2014 qu'un album sortirait fin 2014 chez Theory of Whatever Records.

## Discographie

### Albums studio
- 2003 : mineur-agressif (Smekkleysa)
- 2005 : Arctic Death Ship (Smekkleysa)
- 2007 : curver + kimono (Tími)
- 2009 : Easy Music for Difficult People (Kimi Records)

### EP
- 2002 : kimono (auto-publié)

### Compilations
- 2002 : Between Sets sur Alltaf sama svínið (Smekkleysa)